# Giuseppe Carlo Marino
Giuseppe Carlo Marino (Palermo, 22 ottobre 1939 – Pisa, 9 luglio 2024) è stato uno storico italiano.

## Biografia
La sua formazione si svolse a Firenze, dove egli nel 1962 conseguì la laurea in Scienze politiche discutendo la tesi Sinistra siciliana dopo il Risorgimento, che gli fruttò una menzione dell'Istituto Cesare Alfieri. I suoi studi nel periodo furono seguiti da Giovanni Spadolini.
Ben integrato nell'ambiente sia culturale che politico fiorentino, strinse amicizia con personalità quali Giorgio La Pira, Mario Luzi e Nicola Pistelli, leader della sinistra cristiana di Firenze. Negli anni '60 insegnò storia e filosofia al liceo di Partinico. Nel 1970 diventò assistente di Storia del Risorgimento all'università di Palermo e pochi anni dopo professore incaricato di Storia moderna, che poi insegnò per lunghi anni.
Nel 2001 divenne infine ordinario di Storia contemporanea presso l'Università di Palermo
Fu autore di numerosi libri e collaborò con la RAI per alcuni programmi inerenti alle sue tematiche di ricerca.
Storico di scuola marxista (fu iscritto negli anni '70 al PCI), tra le sue pubblicazioni più note vi fu la Storia della mafia, sviluppante un arco narrativo dal primo omicidio di mafia, o che almeno tale venne considerato, cioè il misterioso assassinio del generale garibaldino Giovanni Corrao, fino ad arrivare alle vicende del processo a Giulio Andreotti. Nel predetto libro Marino si occupò anche della cosiddetta "nazimafia" del Clan dei Corleonesi, affermandovi tra l'altro:

## Opere
- L'opposizione mafiosa (1870-1882): baroni e mafia contro lo stato liberale, S. F. Flaccovio, 1964
- 68 terremoto in Sicilia (con Nicola Adelfi) Andō editori, 1968
- Socialismo nel latifondo, Palermo Esa, 1972
- Movimento contadino e blocco agrario nella Sicilia giolittiana, S. F. Flaccovio, 1979
- Il maligno orizzonte e l'utopia: la profonda Sicilia dai fasci al fascismo, S. Sciascia, 1998
- L'ideologia sicilianista: Dall'età dei lumi al Risorgimento, S. F. Flaccovio, 1972
- La formazione dello spirito borghese in Italia, La Nuova Italia, 1974
- Partiti e lotta di classe in Sicilia: da Orlando a Mussolini, De Donato, 1976
- Il principe demiurgo e la ragione rivoluzionaria: note sullo stalinismo Edizioni Sophia 1978
- Storia del separatismo siciliano, Editori Riuniti, 1979
- L'autarchia della cultura: intellettuali e fascismo negli anni trenta, Editori Riuniti, 1983, ISBN 8835926173
- Autoritratto del pci staliniano 1946-1953, Editori Riuniti, 1991
- Guerra fredda e conflitto sociale in Italia 1947-1953, S. Sciascia, 1991
- Vita politica e martirio di Nicola Alongi contadino socialista, Novecento Palermo 1993
- Mario Ovazza. Il comunismo come pratica della ragione, Palermo Istituto Gramsci, 1990
- La repubblica della forza: Mario Scelba e le passioni del suo tempo, FrancoAngeli, 1995 ISBN 8820492016
- L'opposizione mafiosa, S. F. Flaccovio, 1996, ISBN 8878041270
- Liberi di non scegliere: Friedman o la frontiera neoliberale di Ronald Reagan, S. F. Flaccovio, 1982
- Sacri ideali e venerabili interessi: borghesia e liberalismo nella Sicilia, Ediprint 1988
- Eclissi del principe e crisi della storia, Angeli, Milano, 2000
- Nord e Sud nella crisi italiana 1943-1945: atti della Tavola rotonda, Catania, 14-15 marzo 1975. Pellegrini, 1977, OCLC: 3868430
- Antimafia come rivoluzione culturale, Rinascita siciliana, 1993
- Storia della Mafia, Newton & Compton, 1998 ISBN 888183720X
- È davvero esistita la Prima Repubblica? Saggio su De Gasperi, Togliatti e il trasformismo italiano, Le Monnier, 2002 ISBN 8800857531
- A cinquant'anni dalla riforma agraria in Sicilia, FrancoAngeli, 2003 ISBN 8846450353
- Biografia del sessantotto Sottotitolo Utopie, conquiste, sbandamenti, Bompiani, Milano, 2004, ISBN 88-452-3258-1 Prefazione di Nicola Tranfaglia, 2005
- I padrini, Newton Compton, 2006
- Le Generazioni italiane dall'Unità alla Repubblica, Bompiani, 2006
- La Sicilia delle stragi, Newton Compton, 2007, illustrato con  32 opere  del pittore siciliano Gaetano Porcasi[5].
- Globalmafia. Manifesto per un'internazionale antimafia, 2011, Bompiani
- L'Altra Resistenza. Storie di eroi antimafia e lotte sociali in Sicilia, 2014, Edizioni Paoline. Coautore insieme al giornalista Pietro Scaglione.